# Somethin' in my heart
Somethin' in my heart is een single van Sandra en Andres. Het is afkomstig van hun album Happy together, dat een soort Greatest Hits-album was uit 1969.
Somethin' in my heart is een lied geschreven door Hans van Hemert, tevens muziekproducent van deze single.
De B-kant was een cover van Country girl, city man (Just across the line) van Chip Taylor (broer van Jon Voight, oom van Angelina Jolie) en Ted Daryll. Dat lied werd eerder gezongen door Billy Vera en Judy Clay. Zij zongen ook Storybook children van de eerste single van Sandra en Andres. Ook Ike & Tina Turner hebben Country girl opgenomen. Tina Turner heeft het destijds ook nog gezongen met Andy Williams. Het lied gaat over de verschil van achtergrond van man en vrouw. De man komt uit New York, de vrouw van het platteland van Georgia.
Beide liedjes werden gearrangeerd door Ger van Leeuwen, tevens orkestleider.
Somethin' in my heart kwam niet verder dan de tipparade van de Nederlandse top 40.
Sandra Reemer

Al di là · Stille nacht, heilige nacht · 'k Zweef aan m'n ballonnetje · Gloria, gloria · Sluimer zacht · Singapura · Hoe leit dit kindeke · Mijn gitaar · Kopi susu · Als jij maar wacht · Een bos rozen · Heimwee · Mijn concert · Teddy song · Jij vergeet · Since you have gone · (I've got) A love like a rainbow · Simon Zealotes · Love me, honey · The party's over · Trust in me · This is your heartbeat · How little we know · Colorado · Nothing's gonna change · It hurts to be in love · America here I come · Indonesia · Get it on · Rien ne va plus · Fly like an angel · Gold · All out of love · Sleep with me tonight · Laughter in the rain · Goodnight, sweetheart, goodnight · Smoke gets in your eyes · La colegiala · For your love · He was the one · Love is cruel · Domenica · The last goodbye · Mensen zoals jij · Kom naar me toe · Alles wat ik wil · Een boom voor het leven · De mooiste droom is vogelvrij
Sandra en Andres

Storybook children · Somethin' in my heart · For the first time in my life · Reach for the moon · Let us pray together · Love is all around · Those words · Que je t'aime · Mary Madonna · Als het om de liefde gaat · Mama mia · Auntie · Aime-moi · Dzjing boem! · True love · You believed · Oh, nous sommes très amoureux
Dutch Divas

Work that body · From New York to L.A.